# Ain’t No Love in the Heart of the City
Ain’t No Love in the Heart of the City ist ein R&B-Titel, geschrieben von Michael Price und Dan Walsh, der 1974 auf dem Album Dreamer von Bobby „Blue“ Bland erschien.

## Hintergrund
Während es sich vorgeblich um ein schlichtes Liebeslied handelt, kann man das Lied auch als Klage über großstädtische Armut und Hoffnungslosigkeit interpretieren, wie auch über den Kampf um das Erreichen von Lebenszielen ohne die Hilfe von anderen. In der Szene erfährt Ain’t No Love in the Heart of the City noch heute besondere Aufmerksamkeit.
Das Lied wurde und wird bis heute wiederholt gecovert, unter anderem 1978 von Whitesnake auf deren Debütalbum Snakebite, außerdem 2001 vom Rapper Jay-Z auf seinem Album The Blueprint.

## Verwendung als Filmmusik
Der Song wurde ab 2019 als Titelsong für die norwegische Fernsehserie Beforeigners verwendet.